# Myrsine angustifolia
Myrsine angustifolia là một loài thực vật có hoa trong họ Anh thảo. Loài này được (A. Heller) Hosaka mô tả khoa học đầu tiên năm 1940.